# Dirección Nacional de Asuntos Técnicos

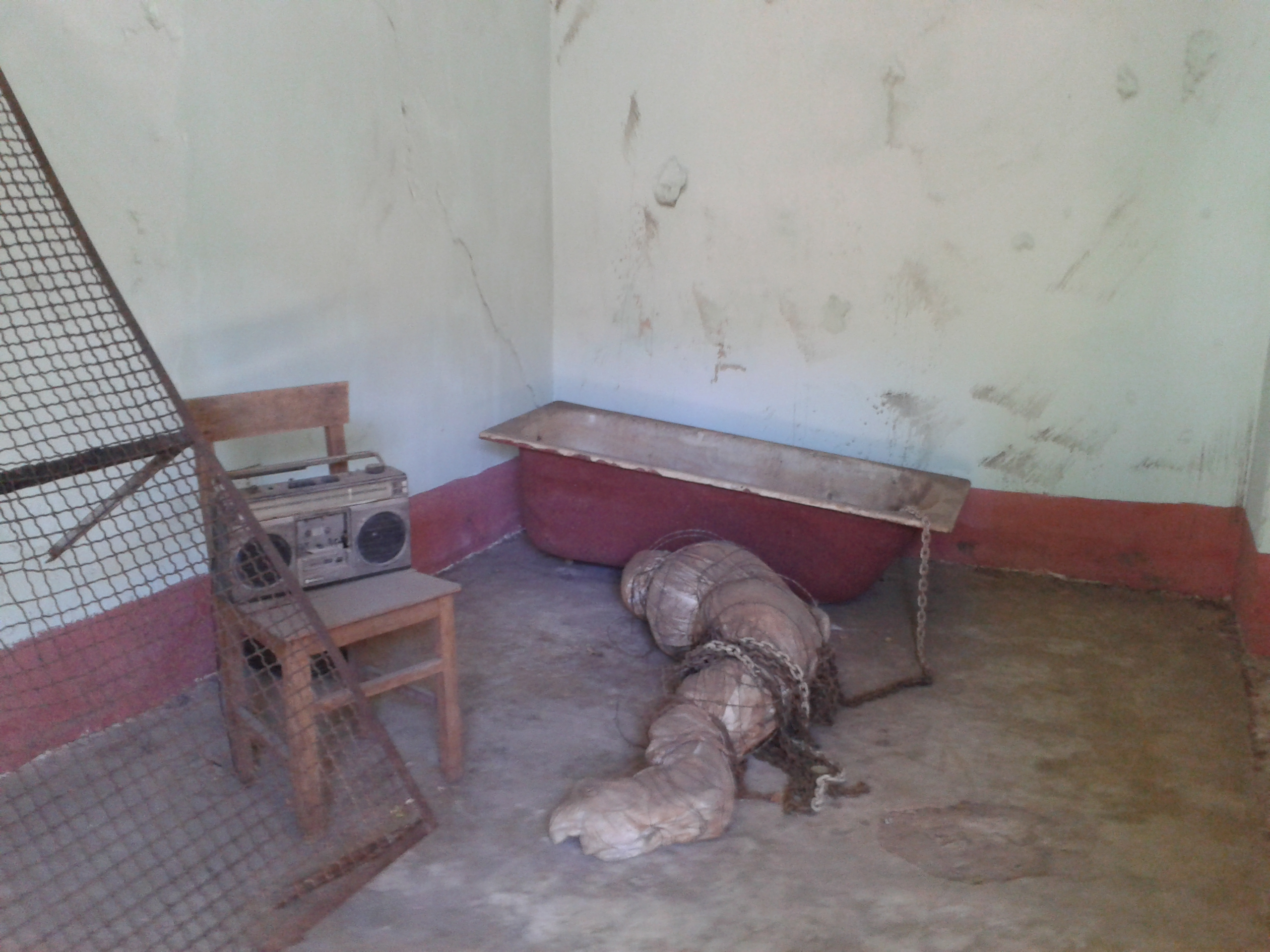
Representación museográfica de una escena de tortura en una de las celdas de la Dirección Nacional de Asuntos Técnicos, utilizada como centro de reclusión y represión durante la dictadura de Alfredo Stroessner. La recreación forma parte del Museo de las Memorias.

La Dirección Nacional de Asuntos Técnicos (DNAT) fue una agencia de inteligencia y represión de la dictadura de Alfredo Stroessner en Paraguay, operativa entre 1956 y 1992. Conocida como «La Técnica», desempeñó un papel central en la persecución y tortura sistemática de opositores políticos. Junto con el Departamento de Investigaciones, constituyó el núcleo operativo del aparato represivo stronista.

## Origen y estructura
La DNAT fue establecida en 1956 como una dependencia del Ministerio del Interior, con el objetivo de consolidar el aparato de inteligencia y represión del régimen stronista. Su creación contó con el asesoramiento del coronel estadounidense Robert K. Thierry, enviado por el gobierno de los Estados Unidos para capacitar a los funcionarios de la dictadura en técnicas de contrainsurgencia y «combate al comunismo».
Desde sus inicios, la DNAT estuvo dirigida por el comisario Antonio Campos Alum, quien se mantuvo al frente de la institución durante más de tres décadas. Campos Alum fue una figura clave en la implementación de políticas de represión y en la coordinación de operaciones conjuntas con otros organismos de seguridad del Estado.

## Funciones y actividades
La DNAT operaba como un centro de detención clandestino, donde se practicaban interrogatorios bajo tortura, detenciones arbitrarias y desapariciones forzadas. La institución desempeñaba funciones de inteligencia y contrainteligencia, tanto a nivel nacional como internacional, siendo el principal organismo paraguayo involucrado en el Plan Cóndor.
Según testimonios recogidos por organizaciones de derechos humanos, como Ventanas Abiertas, la DNAT empleaba métodos sistemáticos de aislamiento, golpizas, simulacros de ejecución y privación sensorial para doblegar a los detenidos. También se documentaron abusos sexuales y prácticas dirigidas especialmente a mujeres militantes, en un marco de violencia patriarcal institucionalizada.
El edificio de la DNAT, ubicado en la calle Chile de Asunción, fue escenario de innumerables violaciones a los derechos humanos. Allí, miles de personas fueron detenidas y sometidas a torturas físicas y psicológicas. Entre las víctimas se encuentran estudiantes, sindicalistas, campesinos, militantes políticos y defensores de derechos humanos.

## Descubrimiento de los Archivos del Terror y clausura
En diciembre de 1992, tras una investigación liderada por el ex prisionero político Martín Almada, se descubrieron los denominados Archivos del Terror, un conjunto de documentos oficiales que evidenciaban la represión sistemática ejercida por el régimen stronista. Al día siguiente del hallazgo, el edificio de la DNAT fue allanado, encontrándose una gran cantidad de documentos, fichas policiales, libros secuestrados, armas y elementos de tortura.
Como consecuencia de este descubrimiento, la DNAT fue clausurada oficialmente el 23 de diciembre de 1992. Muchos de los responsables de las violaciones a los derechos humanos lograron evadir la justicia y permanecieron impunes.

## Legado y memoria

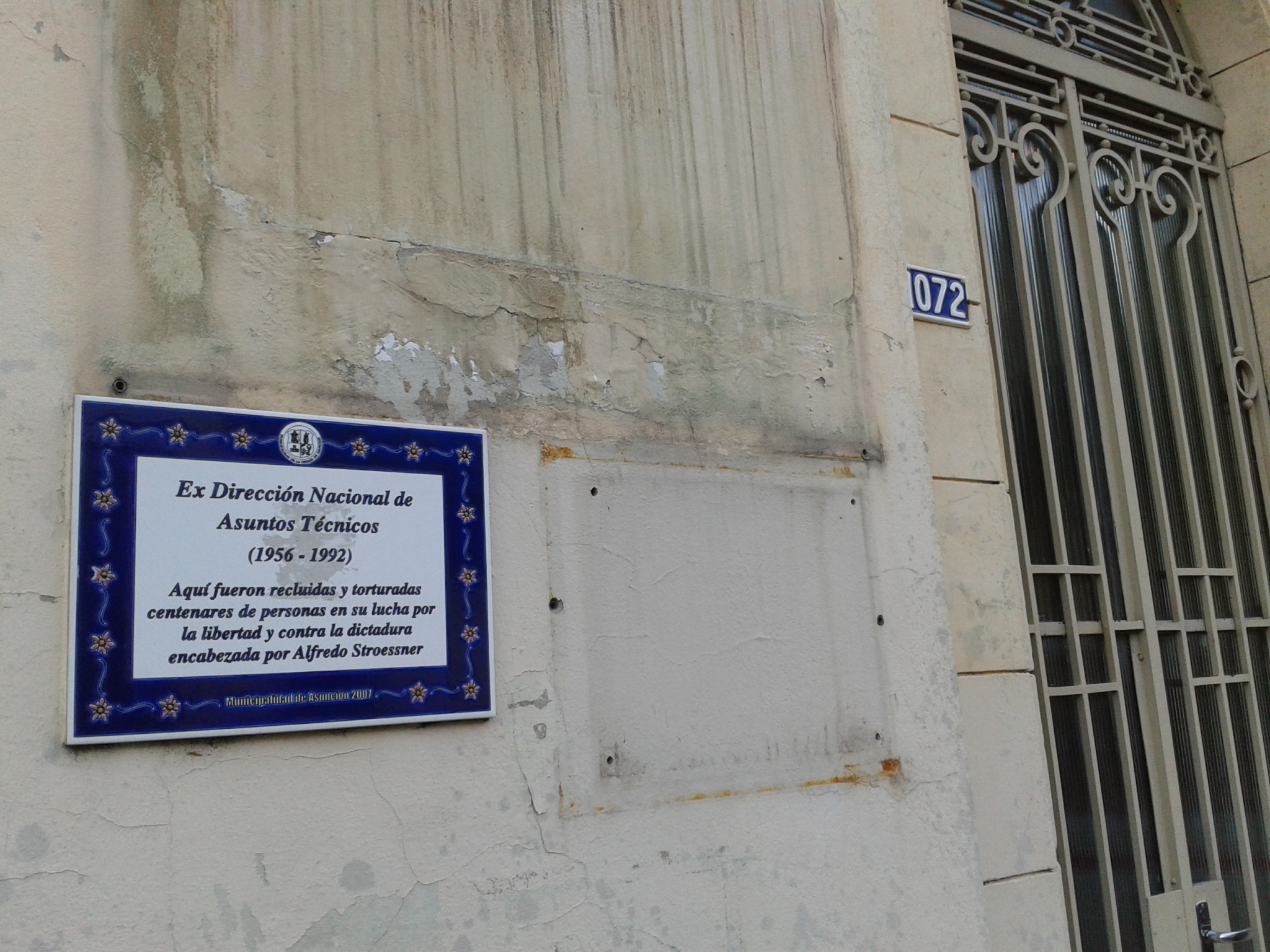
Placa en el acceso principal del Museo de las Memorias, ex DNAT.

En el año 2002, el edificio que albergó a la DNAT fue transformado en el Museo de las Memorias: Dictadura y Derechos Humanos en Paraguay, con el objetivo de preservar la memoria histórica y promover la reflexión sobre los crímenes cometidos durante la dictadura.